# Nîmes Olympique 2015-2016
Questa voce raccoglie le informazioni riguardanti il Nîmes Olympique nelle competizioni ufficiali della stagione 2015-2016. 

## Rosa
| N. |                    | Ruolo | Calciatore                |
| -- | ------------------ | ----- | ------------------------- |
| 1  | Francia (bandiera) | P     | Mathieu Michel (capitano) |
| 2  | Francia (bandiera) | D     | Jérémy Cordoval           |
| 3  | Francia (bandiera) | D     | Romain Élie               |
| 4  | Senegal (bandiera) | C     | Ousmane Cissokho          |
| 5  | Tunisia (bandiera) | C     | Larry Azouni              |
| 7  | Francia (bandiera) | C     | Jonathan Lacourt          |
| 8  | Francia (bandiera) | A     | Toifilou Maoulida         |
| 9  | Francia (bandiera) | A     | Clément Depres            |
| 10 | Francia (bandiera) | A     | Anthony Koura             |
| 11 | Francia (bandiera) | C     | Téji Savanier             |
| 12 | Francia (bandiera) | C     | Florian Fabre             |
| 13 | Camerun (bandiera) | D     | Jérôme Guihoata           |
| 14 | Francia (bandiera) | C     | Antonin Bobichon          |

| N. |                    | Ruolo | Calciatore         |
| -- | ------------------ | ----- | ------------------ |
| 15 | Francia (bandiera) | C     | Rémy Sergio        |
| 16 | Francia (bandiera) | P     | Gauthier Gallon    |
| 17 | Comore (bandiera)  | C     | Nasser Chamed      |
| 18 | Francia (bandiera) | D     | Theo Valls         |
| 20 | Francia (bandiera) | C     | Renaud Ripart      |
| 21 | Algeria (bandiera) | D     | Féthi Harek        |
| 22 | Francia (bandiera) | D     | Kévin Renaut       |
| 23 | Francia (bandiera) | C     | Anthony Briançon   |
| 25 | Francia (bandiera) | A     | Steve Mounié       |
| 26 | Algeria (bandiera) | D     | Kheireddine Zarabi |
| 27 | Francia (bandiera) | D     | Anthony Marin      |
| 28 | Francia (bandiera) | D     | Sylvain Coco       |
| 30 | Francia (bandiera) | P     | Anthony Kasparian  |